# Chajiem Nachman Bialik

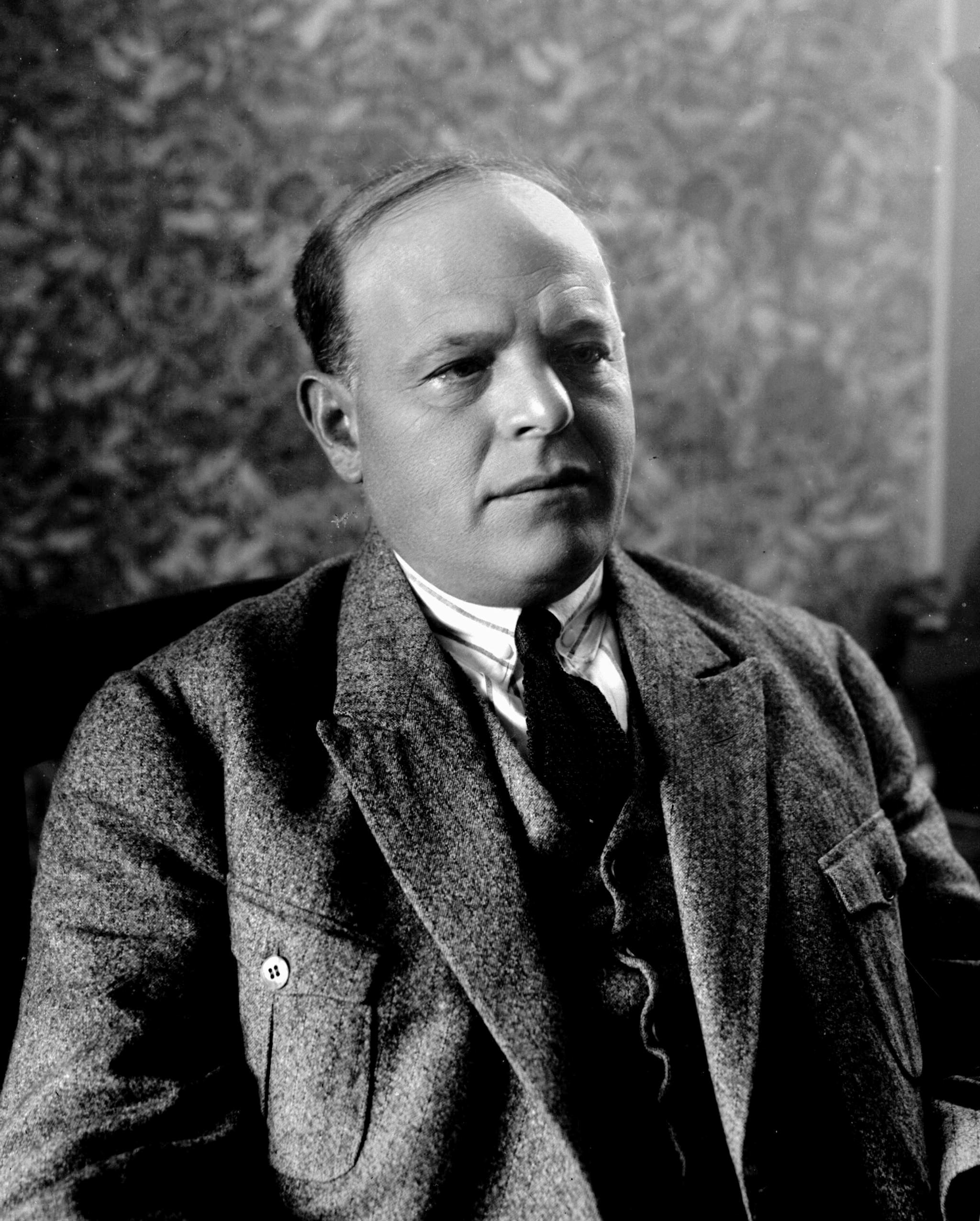
Chajiem Nachman Bialik in 1923

Chajiem (ook Chaim of Chaïm) Nachman Bialik (Hebreeuws: חיים נחמן ביאליק) (Radi, Oekraïne, 9 januari 1873 – Wenen, 4 juli 1934) was een joodse dichter, schrijver van proza, vertaler en redacteur, die in het Hebreeuws en Jiddisch schreef. Hij is een van de invloedrijkste Hebreeuwse dichters en wordt in Israël algemeen beschouwd als de nationale dichter, alhoewel hij 14 jaar voor de oprichting van de staat is gestorven.
Het meest centrale thema in Bialiks poëzie was het verscheurd zijn tussen de religie en Verlichting. Behalve over dit thema (bijvoorbeeld in Lawadi, 'alleen') schreef hij over gevarieerde onderwerpen, zoals de pogroms op joden (Al Haschieta, 'over de slachting') en de liefde, soms op het pornografische af (Rak Kav Sjemesj Echad, 'slechts één zonnestraal') en gedichten voor de jeugd. Zijn bekendste gedicht is wellicht Hachnasini tachat knafeeg, 'neem mij onder je vleugels'. Voorts is hij schrijver, redacteur en vertaler van vele boeken en medeoprichter van de Israëlische uitgeverij Dvir.
Bialik publiceerde in de periode 1899-1915 twintig van zijn gedichten in het Jiddisch in verschillende Jiddische periodieken in Rusland. Zijn gedichten worden vaak beschouwd als de beste van de moderne Jiddische poëzie van die tijd.
Hij was een bijzonder populaire figuur in de joodse gemeenschap van het toenmalig Brits mandaatgebied Palestina (sinds 1924). Hij overleed in Wenen, na een mislukte operatie aan prostaatkanker.
Veel van zijn gedichten zijn door componisten op muziek gezet (rock, pop en klassiek). Zijn huis in Tel Aviv, het speciaal voor hem gebouwde 'Bialikhuis', is tegenwoordig een museum en cultureel centrum.
In 2014 maakte Yair Qedar een documentaire over Bialik.
- Bibsys: 3093417
- Biblioteca Nacional de España: XX1221189
- Bibliothèque nationale de France: cb125692933 (data)
- Catàleg d'autoritats de noms i títols de Catalunya: 981058612687606706
- CiNii: DA12469727
- Digitale Bibliotheek voor de Nederlandse Letteren: nach016
- Gemeinsame Normdatei: 118851659
- International Standard Name Identifier: 0000 0001 0891 7022
- Library of Congress Control Number: n50030124
- Nationale Bibliotheek van Letland: 000243572
- MusicBrainz: 998d6c78-2292-46c1-9398-4dad6d86df43
- Bibliotheek van het Japanse parlement: 00865268
- Nationale Bibliotheek van Tsjechië: kup19960000007672
- Nationale bibliotheek van Australië: 35350599
- Nationale Bibliotheek van Israël: 987007258658005171
- Nationale Bibliotheek van Polen: a0000001637775
- Nationale en Universitaire bibliotheek Zagreb: 000052171
- Nederlandse Thesaurus van Auteursnamen: 073056677
- Réseau des bibliothèques de Suisse occidentale: 02-A000019581
- Istituto Centrale per il Catalogo Unico: TO0V370910
- LIBRIS: 210961
- SNAC: w60865x1
- Système universitaire de documentation: 035002190
- Trove: 921637
- Virtual International Authority File: 41958361
- WorldCat: E39PBJxRvPtx3FhD43yrjGgh73